# ولادیمیر گادژف
ولادیمیر گادژف (بلغاری: Владимир Гаджев؛ زادهٔ ۱۸ ژوئیهٔ ۱۹۸۷) بازیکن فوتبال اهل بلغارستان است.
از باشگاه‌هایی که در آن بازی کرده است می‌توان به باشگاه فوتبال آنورتوسیس فاماگوستا، باشگاه فوتبال لوادیاکوس، باشگاه فوتبال او.اف.آی کرته، باشگاه فوتبال هبار پازارجیک، باشگاه فوتبال لفسکی صوفیه، باشگاه فوتبال پاناتینایکوس، و باشگاه فوتبال کاونتری سیتی اشاره کرد.
وی همچنین در تیم‌های ملی فوتبال زیر ۲۱ سال بلغارستان و بلغارستان بازی کرده است.